# 御油駅
御油駅（ごゆえき）は、愛知県豊川市御油町西井領にある名古屋鉄道名古屋本線の駅である。駅番号はNH05。

## 歴史
御油の町は東海道五十三次の御油宿として発展。過去には御油城もあった。
しかし、東海道本線は御油宿を経由せず、1888年から1948年の間は、現在の愛知御津駅が、御油駅を名乗っていた。この理由について、「当初の敷設計画では東海道に沿い現在の豊川市御油町経由であったが、当時、鉄道といえば汽車の時代だったため、汽車の黒煙が洗濯物・布団に付くことや徒歩や乗馬往来の減少との宿場町故の反対運動があり、結果として、豊橋 - 熱田間の東海道本線が蒲郡経由に変更され、海側に外れることで東海道経路上には沿わないこととなった」という俗説がしばしば語られているが、反対運動の裏付けになる資料がなく、当初より勾配を避けるために蒲郡経由で敷設される方針であったことが明らかにされている。詳しくは御油宿および鉄道と政治#鉄道忌避伝説の項を参照。
その後、東海道本線の複線化着工前、時代に乗り遅れた御油等の東海道の旧宿場町は、豊橋 - 熱田間で単線並列での官鉄路線誘致を進めたが、実現せず、愛知電気鉄道の開通を待つしかなかった。

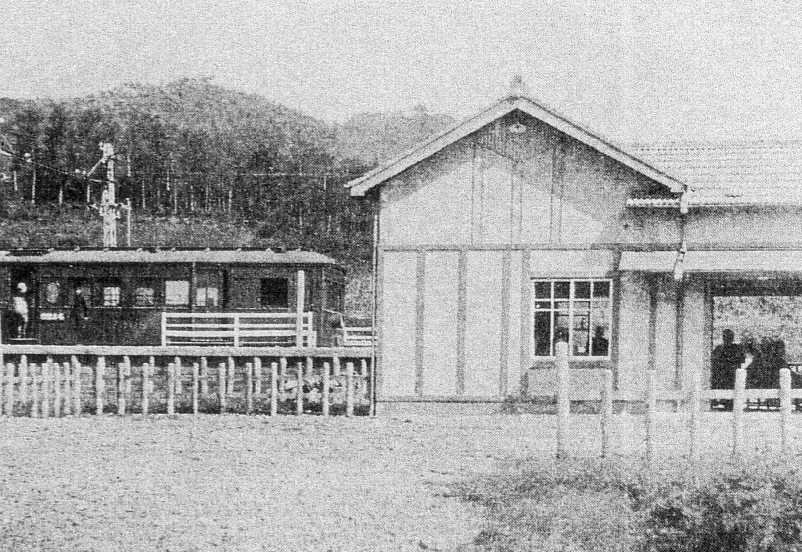
本御油駅（1929年）
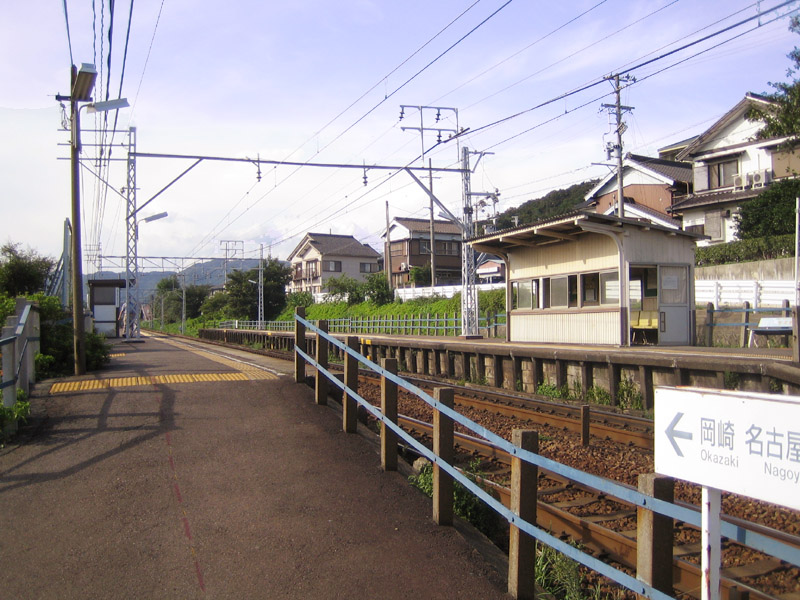
駅集中管理システム導入前の御油駅（2005年）

### 年表
- 1926年4月1日 - 愛知電気鉄道により本御油駅として開業。
- 1945年7月15日 - 空襲で付近を走行する列車が銃撃される[2]。
- 1949年3月1日 - 御油駅に改称。
- 1961年5月11日 - 貨物営業廃止[3]
- 1967年3月1日 - 無人化[4]。
- 2005年12月14日 - 駅集中管理システム開始及びトランパス導入。
- 2011年2月11日 - ICカード乗車券「manaca」の供用を開始する。
- 2012年2月29日 - 「トランパス」の供用を終了する。

## 駅構造
4両編成対応の相対式ホーム2面2線の地上駅である。無人駅で、駅集中管理システム（管理駅は国府駅）が導入されている。駅舎はパステルグリーンのアール屋根とアラバスターホワイト・ソリッドペイントの壁をもつ。駅にトイレはない。道路からプラットホームまで階段のないバリアフリー構造である。
跨線橋や構内踏切はないため、上下ホームを行き来するには駅の横にある踏切を渡る必要がある。
駅集中管理システム導入前は駅舎のないホームのみの駅であった。かつて、東岡崎方面のホームの入口近くに小さな待合室があったが、その待合室が解体されてからはホームのみの駅となっていた。
また、駅集中管理システム導入前には豊橋方面のホームの入口に桜の木があったが、駅舎を設置するため桜の木は切られた。
当駅で購入は不可能だが（豊橋駅、金山駅、名鉄名古屋駅で発売）「なごや特割2平日」・「なごや特別2土休日」利用可。

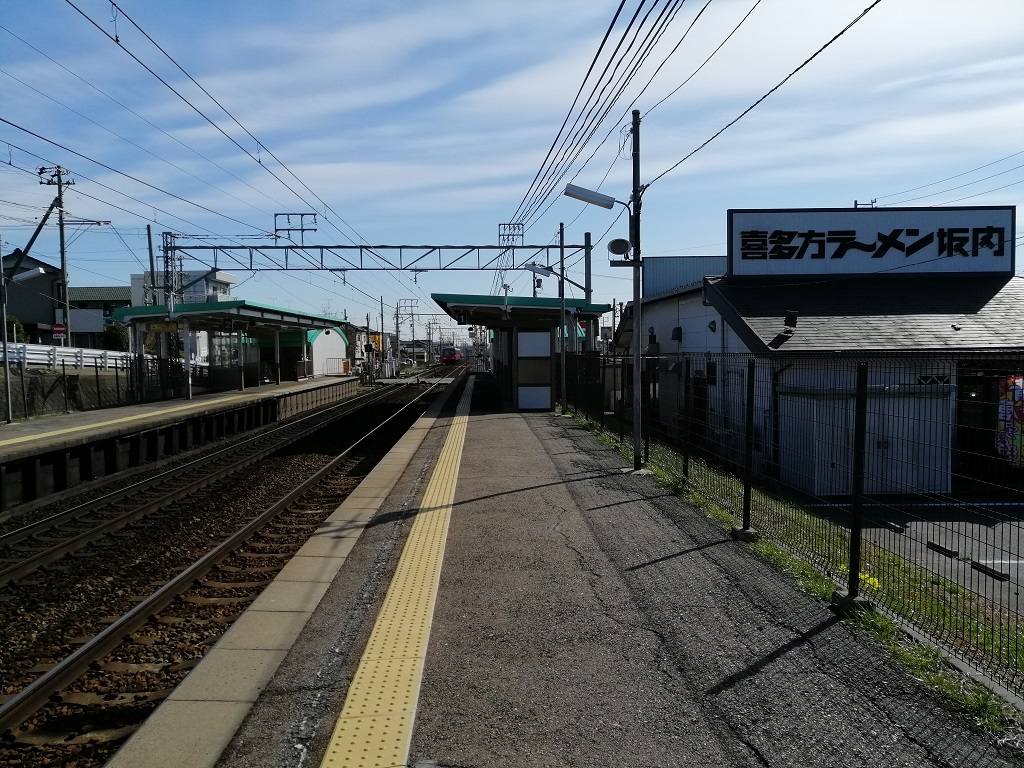
ホーム
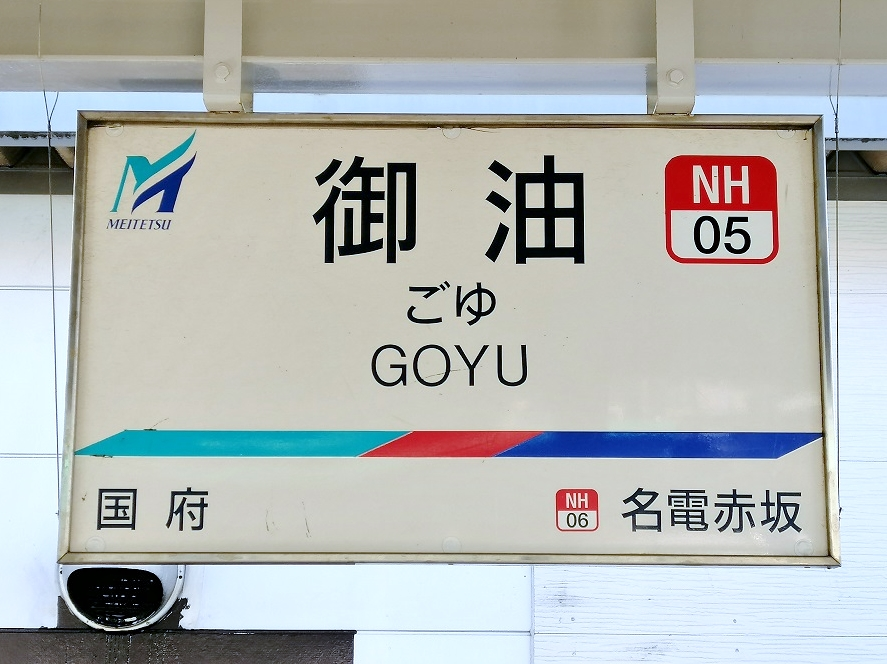
駅名標

### のりば
| 番線 | 路線          | 方向 | 行先                         |
| ---- | ------------- | ---- | ---------------------------- |
| 1    | NH 名古屋本線 | 下り | 東岡崎・金山・名鉄名古屋方面 |
| 2    | NH 名古屋本線 | 上り | 豊橋・豊川稲荷方面           |

当駅は普通列車しか停車しないため、豊橋駅へ行くには最低1回乗り換えが必要となる。

### 配線図
| ← 豊橋方面 | 御油駅 構内配線略図 | → 東岡崎・ 名古屋方面 |
| 凡例 出典: |                     |                       |

## 利用状況
- 『名鉄120年：近20年のあゆみ』によると2013年度当時の1日平均乗降人員は588人であり、この値は名鉄全駅（275駅）中253位、 名古屋本線（60駅）中56位であった[9]。
- 『名古屋鉄道百年史』によると1992年度当時の1日平均乗降人員は716人であり、この値は岐阜市内線均一運賃区間内各駅（岐阜市内線・田神線・美濃町線徹明町駅 - 琴塚駅間）を除く名鉄全駅（342駅）中251位、 名古屋本線（61駅）中56位であった[10]。

『愛知県統計書』、『愛知県統計年鑑』、『豊川市の統計』各号によると、一日平均乗車人員の推移は以下の通りである。
| 年                 | 乗車人員 | 乗車人員 | 備考                            |
| 年                 | 総数     | 定期     | 備考                            |
| ------------------ | -------- | -------- | ------------------------------- |
| 1949（昭和24）年度 | *263     |          | 期間は1949年5月 - 1950年4月末   |
| 1950（昭和25）年度 | *197     |          | 期間は1949年11月 - 1950年10月末 |
| 1951（昭和26）年度 | *243     |          | [ 13 ]                          |
| 1952（昭和27）年度 | 220      |          | [ 14 ]                          |
| 1953（昭和28）年度 | 220      |          | [ 15 ]                          |
| 1954（昭和29）年度 | 241      |          | [ 16 ]                          |
| 1955（昭和30）年度 | 253      |          | [ 17 ]                          |
| 1956（昭和31）年度 | 249      |          | [ 18 ]                          |
| 1957（昭和32）年度 | 279      |          | [ 19 ]                          |
| 1958（昭和33）年度 |          |          |                                 |
| 1959（昭和34）年度 |          |          |                                 |
| 1960（昭和35）年度 |          |          |                                 |
| 1961（昭和36）年度 |          |          |                                 |
| 1962（昭和37）年度 |          |          |                                 |
| 1963（昭和38）年度 |          |          |                                 |
| 1964（昭和39）年度 |          |          |                                 |
| 1965（昭和40）年度 |          |          |                                 |
| 1966（昭和41）年度 | 520      | *392     | [ 20 ]                          |
| 1967（昭和42）年度 | 430      | *361     | [ 20 ]                          |
| 1968（昭和43）年度 | 420      | *328     | [ 20 ]                          |
| 1969（昭和44）年度 | 410      | *314     | [ 20 ]                          |
| 1970（昭和45）年度 | 400      | *297     | [ 20 ]                          |
| 1971（昭和46）年度 |          |          |                                 |
| 1972（昭和47）年度 |          |          |                                 |
| 1973（昭和48）年度 |          |          |                                 |
| 1974（昭和49）年度 |          |          |                                 |
| 1975（昭和50）年度 |          |          |                                 |
| 1976（昭和51）年度 |          |          |                                 |
| 1977（昭和52）年度 |          |          |                                 |
| 1978（昭和53）年度 | 500      | 304      | [ 21 ]                          |
| 1979（昭和54）年度 | 514      | 294      | [ 22 ]                          |
| 1980（昭和55）年度 | 516      | 282      | [ 23 ]                          |
| 1981（昭和56）年度 | 570      | 308      | [ 24 ]                          |
| 1982（昭和57）年度 | 570      | 295      | [ 25 ]                          |
| 1983（昭和58）年度 | 610      | 277      | [ 26 ]                          |
| 1984（昭和59）年度 | 615      | 260      | [ 27 ]                          |
| 1985（昭和60）年度 | 458      | 257      | [ 28 ]                          |
| 1986（昭和61）年度 | 447      | 258      | [ 29 ]                          |
| 1987（昭和62）年度 | 432      | 250      | [ 30 ]                          |
| 1988（昭和63）年度 | 419      | 234      | [ 31 ]                          |
| 1989（平成元）年度 | 416      | 226      | [ 32 ]                          |
| 1990（平成02）年度 | 400      | 216      | [ 33 ]                          |
| 1991（平成03）年度 | 392      | 209      | [ 34 ]                          |
| 1992（平成04）年度 | 355      | 187      | [ 35 ]                          |
| 1993（平成05）年度 | 349      | 186      | [ 36 ]                          |
| 1994（平成06）年度 | 356      | 199      | [ 37 ]                          |
| 1995（平成07）年度 | 371      | 187      | [ 38 ]                          |
| 1996（平成08）年度 | 361      | 193      | [ 39 ]                          |
| 1997（平成09）年度 | 351      | 187      | [ 40 ]                          |
| 1998（平成10）年度 | 311      | 169      | [ 41 ]                          |
| 1999（平成11）年度 | 277      | 153      | [ 42 ]                          |
| 2000（平成12）年度 | 262      | 140      | [ 43 ]                          |
| 2001（平成13）年度 | 264      | 136      | [ 44 ]                          |
| 2002（平成14）年度 | 258      | 131      | [ 45 ]                          |
| 2003（平成15）年度 | 266      | 133      | [ 46 ]                          |
| 2004（平成16）年度 | 271      | 139      | [ 47 ]                          |
| 2005（平成17）年度 | 291      | 152      | [ 48 ]                          |
| 2006（平成18）年度 | 314      | 155      | [ 49 ]                          |
| 2007（平成19）年度 | 309      | 157      | [ 50 ]                          |
| 2008（平成20）年度 | 327      | 167      | [ 51 ]                          |
| 2009（平成21）年度 | 308      | 164      | [ 52 ]                          |
| 2010（平成22）年度 | 305      | 167      | [ 53 ]                          |
| 2011（平成23）年度 |          |          |                                 |
| 2012（平成24）年度 |          |          |                                 |
| 2013（平成25）年度 | 300      |          | [ 54 ]                          |
| 2014（平成26）年度 | 286      |          | [ 54 ]                          |
| 2015（平成27）年度 | 301      |          | [ 54 ]                          |
| 2016（平成28）年度 | 296      |          | [ 54 ] [ 55 ]                   |
| 2017（平成29）年度 | 312      |          | [ 54 ] [ 55 ]                   |
| 2018（平成30）年度 | 339      |          | [ 55 ]                          |
| 2019（令和元）年度 | 325      |          | [ 55 ]                          |
| 2020（令和02）年度 | 251      |          | [ 55 ]                          |

* 千人単位からの概算値

## 駅周辺
東側の高台は県営御油住宅の他、住宅街が広がる。旧東海道の旧観を残す「御油の松並木」がある。また、西側を並走する国道1号沿いにはロードサイド店舗が多い。

### 主な施設
名勝
- 御油の松並木
  - 御油の松並木資料館
- 御油神社

公共・文教施設
- 東三河ふるさと公園（県営の都市公園）
- 国道1号（駅の西側を並走している）
- 豊川市立御油小学校

商業・金融機関
- ユニクロ豊川御油店
- 業務スーパー豊川御油店
- 山田や（老舗の和食仕出し屋で、東海道をテーマとした歌川広重の版画のうち後期の作品に登場する。御油郵便局の近く）
- ヤマナカ御油店（スーパーマーケット）
- 豊川信用金庫御油支店
- 東海カントリークラブ

### バス路線
駅前には広いスペースがないためバス停は設置されていないが、駅から北東へ約150mのところに豊川市コミュニティバス（御油地区地域路線ごゆりんバス）の「東沢2区集会所」バス停がある。

## 隣の駅
名古屋鉄道
NH 名古屋本線
□快速特急・■特急・■急行・■準急
通過
■普通
国府駅（NH04） - 御油駅（NH05） - 名電赤坂駅（NH06）